# Řehenice
Řehenice är en ort i Tjeckien. Den ligger i regionen Mellersta Böhmen, i den centrala delen av landet, 29 km sydost om huvudstaden Prag. Řehenice ligger 318 meter över havet och antalet invånare är 422.
Terrängen runt Řehenice är platt åt nordväst, men åt sydost är den kuperad. Runt Řehenice är det ganska tätbefolkat, med 54 invånare per kvadratkilometer. Närmaste större samhälle är Benešov, 10,1 km söder om Řehenice. I omgivningarna runt Řehenice växer i huvudsak blandskog.